# Jacob Holdt: Mit liv i billeder
Jacob Holdt: Mit liv i billeder er en dansk portrætfilm fra 2016 instrueret af Niels-Ole Rasmussen.

## Handling
I filmen kommer vi tæt på mennesket Jacob Holdt, manden bag de ikoniske Amerikanske Billeder. Nu tvinges han til at opsøge sandheden om sin eventyrlige skæbne. Jacobs ekstreme ja-filosofi kastede ham i armene på sit livs store kærlighed, USA. Her vandrede den unge præstesøn fra Ku Klux Klan og mordere til de sorte på bunden af den amerikanske drøm.
Jacobs tilgang til livet førte ham ud i kampen for at forvandle racismens had til kærlighed mellem mennesker. Men hvilke indre dæmoner drev vagabonden fra sted til sted?
Vi ser Jacob, når han konfronterer fortidens synder og rydder op. Det er pinligt, når længst glemte hemmeligheder afsløres; det er berusende, når gamle flammer pludselig selvantænder i glødende lidenskab; det er brutalt, når Døden høster i kærlighedens have.
Kan livets lange tråde flettes som vagabondens eget skæg?
Denne roadmovie er en hyldest til 'Amerikanske Billeder' og til rejsen, eventyret, visdommen og ikke mindst kærligheden.